# Launay Saturné
Launay Saturné (* 14. Januar 1964 in Delatte, Haiti) ist ein haitianischer Geistlicher und römisch-katholischer Erzbischof von Cap-Haïtien.

## Leben
Launay Saturné empfing am 10. März 1991 durch den Weihbischof in Port-au-Prince, Joseph Lafontant, das Sakrament der Priesterweihe.
Am 28. April 2010 ernannte ihn Papst Benedikt XVI. zum Bischof von Jacmel. Der Apostolische Nuntius in Haiti, Erzbischof Bernardito Cleopas Auza, spendete ihm am 29. Mai desselben Jahres die Bischofsweihe; Mitkonsekratoren waren der Erzbischof von Cap-Haïtien, Louis Kébreau SDB, und der Weihbischof in Port-au-Prince, Joseph Lafontant.
Am 16. Juli 2018 ernannte ihn Papst Franziskus zum Erzbischof von Cap-Haïtien. Die Amtseinführung erfolgte am 23. September desselben Jahres.
Die haitianische Bischofskonferenz wählte Erzbischof Saturné 2021 zu ihrem Vorsitzenden. Er war Teilnehmer der 16. ordentlichen Generalversammlung der Bischofssynode im Rahmen der Weltsynode.